# Brachodes vernetella
Brachodes vernetella is een vlinder uit de familie Brachodidae. De wetenschappelijke naam van de soort is voor het eerst geldig gepubliceerd in 1845 door Achille Guénée.